# 崔世昌 (1900年)
崔世昌（1900年—1953年12月7日），中华民国军事人物，中将，河北高阳人。保定陆军军官学校、陆军大学毕业。1939年第1战区任职，1942年任第14集团军参谋长，1944年7月任第5战区副参谋长，1946年1月任河北省第6区保安司令，1948年任东北剿匪总部办公厅主任，后任职国防部，1949年任甘肃省保安司令部副司令、第7兵团副参谋长，1949年12月25日在四川德阳投降中共。1953年12月7日在河北涿县被处决。1986年5月平反。